# Saraj (Bosilovo)
Saraj (en macédonien : Сарај) est un village du sud-est de la Macédoine du Nord, situé dans la commune de Bosilovo. Le village comptait 833 habitants en 2021.

## Démographie
Lors du recensement de 2002, le village comptait :
- Macédoniens : 935
- Serbes : 2